# Wierre-au-Bois
Wierre-au-Bois är en kommun i departementet Pas-de-Calais i regionen Hauts-de-France i norra Frankrike. Kommunen ligger i kantonen Samer som tillhör arrondissementet Boulogne-sur-Mer. År 2022 hade Wierre-au-Bois 228 invånare.

## Befolkningsutveckling
Antalet invånare i kommunen Wierre-au-Bois
| Referens: INSEE |